# True Crime: Streets of LA
True Crime: Streets of LA – przygodowa gra akcji z 2003 roku, stworzona przez Luxoflux na PlayStation 2, Xboksa, GameCube’a oraz Microsoft Windows. Wersje na konsole zostały wydane przez Activision Blizzard w listopadzie 2003 roku, a wersja na Windows w maju 2004 roku.
Gra przedstawia historię Nicholasa „Nicka” Kanga Wilsona, bezkompromisowego policjanta z Los Angeles, który zostaje członkiem Elite Operations Division, organizacji zajmującej się zwalczaniem przestępczości zorganizowanej. Zadaniem Wilsona jest zbadanie serii ataków bombowych w Chinatown. Podczas prowadzenia śledztwa odkrywa, że sprawa może mieć związek ze zniknięciem jego ojca, który również jest policjantem.

## Fabuła
Opowieść rozpoczyna się od zrekrutowania na polecenie Wandy Parks detektywa Nicka Kanga do wydziału operacji elitarnych LAPD. Kang jest synem Henry’ego Wilsona, detektywa, którego zniknięcie sprzed dwudziestu lat pozostało do tej pory nierozwiązane. Kang został niedawno zawieszony w policji za powtarzającą się przemoc wobec przestępców. Detektyw Parks uważa, że ma to, czego potrzeba, aby pomóc EOD w rozwiązaniu sprawy dotyczącej serii bombardowań w Chinatown. Parks współpracuje z detektyw Rosie Velasco (Michelle Rodriguez).

## Rozgrywka
Gracz uczestniczy w rozgrywce z perspektywy trzeciej osoby. Może swobodnie podróżować po odwzorowanym w grze Los Angeles, wchodzić w dowolne interakcje z występującymi na planie postaciami i przedmiotami. W odróżnieniu od bohaterów Grand Theft Auto w True Crime gracz kontroluje funkcjonariusza organów ścigania.
True Crime składa się z czterech głównych trybów gry, przy czym każdy z nich ma inny charakter rozgrywki: strzelanie, walkę, ukrycie oraz prowadzenie pojazdu. Na wielu poziomach gry, nawet jeśli misje się nie powiodą, fabuła będzie kontynuowana, czasami z innym scenariuszem otwierającym następny poziom, a innym razem z alternatywną wersją poziomu.
Podczas misji, mechanika strzelania w grze jest zaprojektowana tak, że automatycznie kieruje ogień na najbliższego przeciwnika. Jeśli gracz chce zmienić cel na innego przeciwnika, musi to zrobić ręcznie (automatyczne celowanie dotyczy tylko konsol). Gdy gracz jest w trybie strzelania, może w dowolnej chwili aktywować funkcję automatycznego celowania klawiszem. W tym momencie gra przełącza się na pierwszą osobę, przybliża cel i chwilowo przechodzi w tryb zwolnionego tempa. W trybie precyzyjnego celowania, jeśli celowana siatka zmieni kolor na zielony, gracz może trafić wroga neutralnym, nieśmiercionośnym strzałem. Jeśli gracz strzela, gdy siatka jest czerwona, wróg zostanie natychmiast zabity. Gracz może również ukrywać się podczas strzelanin za osłoną, gdy nadarzy się okazja. Gracze mogą również podnieść dowolną broń upuszczoną przez wrogów. Po wyczerpaniu amunicji Nicholas porzuci znalezioną broń i powróci do swojego standardowego rewolweru, który posiada nieograniczone zasoby pocisków (choć czasami trzeba go przeładować).
W walce wręcz gracz ma cztery główne ataki: wysoki kopniak, niski kopniak, cios i chwyt. Po trafieniu wroga określoną liczbę razy, wróg zostanie ogłuszony. W tym momencie gracz może wykonać kombinację ciosów, naciskając szereg przycisków przypisanych do odpowiedniej kombinacji, co zostanie nagrodzone efektowną animacją kończącą. Podczas misji skradania, gracz automatycznie przechodzi w odpowiedni tryb. Gracz może podejść do przeciwników od tyłu i zabić ich poprzez skręcenie karku (punkty Bad Cop — Złego Policjanta) lub ogłuszyć (punkty Good Cop — Dobrego Policjanta). Interakcja z niektórymi obiektami, jak np. chodzenie po potłuczonym szkle lub plastikowych torebkach, spowoduje, że pobliscy wrogowie dowiedzą się o obecności gracza.
Podczas jazdy samochodem w True Crime wskaźnik stanu samochodu znajduje się w lewym górnym rogu ekranu. „Alert przestępstw” wskazuje, że przypadkowo doszło do przestępstwa, a gracz miał możliwość zbadania go. Na minimapie w lewym dolnym rogu zielony znak wskazuje bieżący główny cel, a czerwony znak wskazuje na przypadkową zbrodnię. Misje z jazdą samochodem mogą wiązać się z dotarciem do celu z ograniczeniem czasu, bez pościgu za samochodem, ucieczką przed przeciwnikiem lub śledzeniem innego samochodu. Przez cały czas, gdy gracz jest w samochodzie, stan jego samochodu jest wyświetlany na ekranie. Podczas pościgu stan auta również będzie wyświetlony. Jeśli licznik zdrowia samochodu zejdzie do zera, samochód jest bliski zniszczeniu. Gdy gracz będzie śledził inny samochód, po prawej stronie ekranu pojawi się wtedy pasek z trójkątnym wskaźnikiem oraz dwoma kreskami. Jeśli strzałka znajduje się w górnej części, oznacza to, że gracz jest zbyt blisko i musi się wycofać. Jeśli strzałka znajduje się w dolnej części, oznacza to, że gracz traci cel i musi przyspieszyć. Gracz musi pilnować, aby znacznik znajdował się pomiędzy tymi kreskami. Podczas normalnej jazdy samochodem, gdy nie ma ograniczenia czasu w dotarciu do miejsca, gracz może rozwiązywać przypadkowe przestępstwa, które przekazuje dyspozytor radiowy.
Gracz może uzyskać dostęp do obiektów 24/7 przez cały czas trwania gry, aby ulepszyć zdolności kierowcy, walki wręcz lub umiejętności strzelania. Udogodnienia 24/7 są dostępne tylko, jeśli gracz ma dostępną „odznakę”. Odznaki są zdobywane poprzez nabycie „Punktów Nagród”; co sto punktów nagrody, punkty zostaną zamienione na jedną odznakę. Wejście do obiektu 24/7 kosztuje jedną odznakę, a gracz musi ukończyć wyzwanie, aby zdobyć ulepszenie. Jeśli się nie uda, trzeba wydać kolejną odznakę, aby spróbować ponownie. Punkty nagród są również niezbędne, aby gracz mógł uleczyć się w aptece lub naprawić samochód w garażu. Liczba odejmowanych punktów zależy od poziomu obrażeń w każdym przypadku. Gracz zarabia punkty za aresztowanie lub zabijanie przestępców, rozwiązywanie zbrodni i wypełnianie misji. Punkty są potrącane za zabijanie cywilów i nieudane misje.
Postać posiada miernik zwany w grze „good cop / bad cop”. Jeśli gracz aresztuje przestępców, rozwiązuje zbrodnie, strzela w przeciwników w miejsca, które nie powodują śmierci i ogłusza zamiast zabijać przeciwników w misjach skradanych, otrzymuje punkty good cop. Jeśli jednak zabija cywili, strzela do przestępców w głowę, używa broni w walce wręcz albo zabija przestępców w skradankowych misjach, otrzymuje punkty bad cop. W niektórych punktach gry fabuła rozgałęzia się w zależności od uzyskanej przez gracza punktacji na skali good cop / bad cop. Jeśli wynik bad cop będzie zbyt wysoki, cywile zaczną atakować Kanga. Jeśli wynik bad cop osiągnie 99, inny oddział organów ścigania, a ostatecznie jednostka specjalna SWAT, spróbuje go zabić. Liczba punktów good cop lub bad cop również odgrywa rolę w zakończeniu fabuły gry.

## Odbiór
True Crime otrzymał zróżnicowane recenzje. Krytykowano jakość grafiki i problemy techniczne, jakie stwarzała gra, a z drugiej strony chwalono ambitną naturę gry, jak i rozbudowany system fabularny. Gra okazała się komercyjnym sukcesem. Sprzedano ponad trzy miliony sztuk na całym świecie na wszystkich platformach. W 2005 roku wydano kontynuację cyklu pt. True Crime: New York City na PlayStation 2, Xboksa oraz GameCube’a.